# Ermanno Poggipollini
Ermanno Poggipollini (11 novembre 1912 – ...) è stato un calciatore italiano, di ruolo ala.

## Carriera
Ha disputato a Ferrara con la Spal i quattro campionati che hanno preceduto la seconda guerra, con i ferraresi ha esordito in Serie B il 18 settembre 1938 nella partita Padova-Spal (2-1) ed ha segnato 10 gol in 31 presenze in Serie B. Ha disputato a Ferrara anche la prima stagione del dopoguerra.

## Palmarès

### Club

#### Competizioni nazionali
- Serie C: 1

SPAL: 1937-1938